# Sabulodes triangula
Sabulodes triangula là một loài bướm đêm trong họ Geometridae.